# Мунітібар-Арбацегі-Геррікайц
Мунітібар-Арбацегі-Геррікайц (Арбасегі-і-Геррікайс; баск. Munitibar-Arbatzegi-Gerrikaitz, ісп. Arbácegui y Guerricaiz, офіційна назва Munitibar-Arbatzegi Gerrikaitz) — муніципалітет в Іспанії, у складі автономної спільноти Країна Басків, у провінції Біская. Населення — 413 осіб (2009).
Муніципалітет розташований на відстані близько 330 км на північ від Мадрида, 26 км на схід від Більбао.
На території муніципалітету розташовані такі населені пункти: (дані про населення за 2009 рік)
- Мунітібар: 203 особи
- Берреньйо: 71 особа
- Герріка: 22 особи
- Геррікайц: 89 осіб
- Тоторіка: 28 осіб

## Демографія
Динаміка населення (INE ):

## Галерея зображень

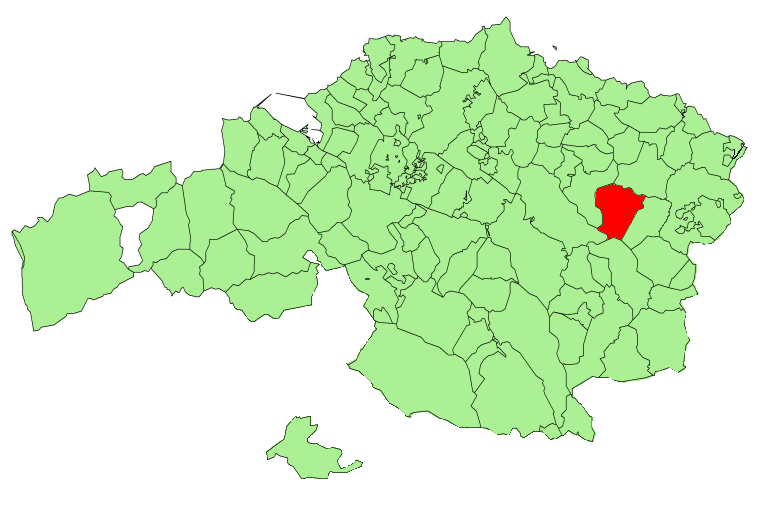
Розташування муніципалітету